# Verres oronei
Verres oronei là một loài bọ cánh cứng trong họ Passalidae. Loài này được Boucher & Locarno miêu tả khoa học năm 1997.